# Annette Haven
Annette Haven (* 1. Dezember 1954 in Las Vegas; eigentlich Annette Robinson) ist eine US-amerikanische Pornodarstellerin und Filmschauspielerin. Haven war eine der ersten Pornoqueens aus der Epoche, als Pornofilme noch nicht auf Videoband, sondern auf kostspieligem 35-mm-Film gedreht wurden.

## Karriere
Haven arbeitete zunächst als Krankenschwester, Tänzerin und in Massagesalons im Raum San Francisco.
Havens erster Film erschien Mitte 1970. Ihr Hardcore-Debüt gab sie 1973 in Alex de Renzys Film Lady Freaks. Später spielte sie in dem Film Take Off aus dem Jahr 1978. Annette Haven lehnte Film-Angebote ab, wenn ihr die männlichen Partner nicht gefielen. Außerdem weigerte sie sich, Szenen zu drehen, die Bondage, Gewalt oder „Gesichtsbesamungen“ enthielten.
Haven spielte auch in Filmen wie Zehn – Die Traumfrau von Blake Edwards (1979) oder Der Tod kommt zweimal (1984) von Brian De Palma mit. Eine angebotene Rolle für Das Tier (1981) lehnte sie wegen dessen exzessiver Gewaltszenen ab.
Annette Haven zog sich in den späten 1980ern zurück und kümmert sich seither um ihre Familie. Sie wohnte zuletzt in Mill Valley, Kalifornien.

## Filmografie
Die Internet Adult Film Database (IAFD) listete im Dezember 2024 insgesamt 209 Filme, in denen sie mitgewirkt hat. Zu ihren Filmen gehören u. a.:
- 1977: Barbara Broadcast
- 1985: Grafenberg Spot
- 1988: The Nicole Stanton Story

## Preise
Adult film best actress award (1977) der Adult Film Association of America für A Coming of Angels.
Für Desires Within Young Girls und Sex World (Anthony Spinelli, 1978) wurde sie von der XRCO in die Performer Hall of Fame gewählt.